# Полотнюк Ярема Євгенович
Яре́ма Євге́нович Полотню́к (2 липня 1935, Коломия — 22 серпня 2012, Львів) — український сходознавець, перекладач.

## Біографія
Син письменниці Ірини Вільде та інженера Євгена Полотнюка.
Першою вчителькою Яреми була його бабуся — Адольфіна Гнатівна Макогон. Середню освіту здобув у Львівській середній школі, яку закінчив 1952 року. Перше знайомство зі Сходом почалося у Львові, де Полотнюк у віці 15 років уперше почув перську мову, а також ознайомився з арабською графікою та арабською мовою. Навчаючись принагідно «азів» цих та інших східних мов, Полотнюк, тоді ще студент Львівської політехніки, на запрошення професора С. М. Шаховського веде в університеті гурток перської мови.
Перебуваючи на практиці у Харкові, Полотнюк познайомився з відомим арабістом А. П. Ковалівським, який порадив юнакові вступити до Ленінграда на сходознавство, однак після закінчення Політехнічного інституту майбутній сходознавець три роки працював інженером-електриком в конструкторському бюро заводу «Автонавантажувач».
1962 року під час декади таджицької літератури та мистецтва у Львові Полотнюк вітав східних письменників їхньою рідною мовою.
Полотнюка без іспитів прийняли до Ленінградського університету, де викладали такі корифеї сходознавства, як іраністи С.М. Соколов, М.М. Боголюбов, О.М. Болдирєв, Л.Т. Гюзельян, В.І. Бєляєв.
Навчаючись у Ленінграді, Полотнюк склав «Малу антологію перської поезії», яку переклав у співпраці з М. Ільницьким (з ним також переклав вибране з Джалаледдіна Румі). Під час практики у Таджикистані майбутній сходознавець слухав лекції Г. Карімова, Ю. Хромова, А. Бертельса та купив близько 40 рукописів, які пізніше передав у Фонд рідкісної книги бібліотеки Львівського університету. За спогадами самого Я.Є Полотнюка, під час практики він захворів на малярію та був врятований від смерті родиною депортованих кримських татар, яка виходила його. Ці події так вплинули на Я. Є Полотнюка, що він згодом навернувся до ісламу.
У 1967 році закінчив Ленінградський університет. Пізніше викладає факультативні курси з перської та арабської мов у Львівському національному університеті імені І. Франка, однак курси незабаром починають згортати. Я. Полотнюк працює в Інституті суспільних наук АН УРСР з літературою А. Кримського. Сходознавець спілкується з відомими орієнталістами Ленінграда, Москви, Чехословаччини, Польщі, Великої Британії, США та з перекладачем В. Мисиком, харківським вченим-арабістом А. П. Ковалівським.
Коли Україна здобула незалежність, Я. Полотнюк іде працювати в Музей історії релігії та Львівський національний університет ім. І. Франка, в Київський Інститут сходознавства АН України (разом зі своїм учнем, перекладачем Р. Р. Гамадою).
Полотнюк — член східних культурних товариств (Єврейське культурно-просвітницьке товариство ім. Шолом-Алейхема, львівська єврейська газета «Шофар», татарське культурно-просвітницьке товариство «Туган-іл».
З 1992 року сходознавець викладає факультативні курси східних мов, культури та країнознавства у Львівському університеті. Завдяки йому з 1995 року здійснюється розширення науково-культурних зв'язків України та Ірану.
У 1997 році з ініціативи Полотнюка на базі Львівського університету відкрили кафедру сходознавства, що продовжує свою діяльність і досі.
Сходознавець досліджував перську мову та літературу, індійське фарсі, арабо-мусульманську та персо-мусульманську культури. Перекладав з перської та арабської.
Помер 22 серпня 2012 року у Львові, похований на 25 полі Янівського цвинтаря.

## Головні наукові праці
1. Хайям в українській одежі // Жовтень. 1966. № 1. С. 150—151.
2. Мала антологія перської поезії. // Жовтень. 1966. № 8. С. 73—78.
3. Про авторів перської поезії // Жовтень. 1966. № 8. С. 84—86.
4. Довгожданне видання (рецензія на вибрані твори А. Кримського) // Прапор. 1966. № 7. С. 74—76.
5. Сааді «Гюлістан» / Переклад четвертого розділу // Дніпро. № 2. С. 101—104.
6. Класик персько-таджицької літератури Гафіз Шіразький. — К.: Знання, 1970.
7. Голос перського генія // Робітнича газета. — 1971. № 253.
8. Джалаледдін Румі та його твори // Жовтень. 1974. № 2. С. 10—14.
9. «Ця чаша всесвіту наповнена красою…». Переклади // Жовтень. 1974. № 2. С. 9—17.
10. Джалаледдін Румі. З «Месневі» та «Великого дивану» // Всесвіт. 1975. № 2. С. 161—166.
11. Гафіз. Лірика // Жовтень. 1976. № 10. С. 9—13.
12. Культура України очима арабського мандрівника // Жовтень. 1976. № 11. С. 148—152.
13. Абу-ль-Касим Фірдоусі. «Оповідання про Маздака і Кубада» // Дніпро. № 4.
14. Ібадулла. «Туті-наме» // Всесвіт. 1979. № 6. С. 112—159.
15. «Туті-наме» та її автор // Всесвіт. 1979. № 6. С. 160—163.
16. Альгамбра // Всесвіт. 1979. № 12. С. 226—227.
17. Іран. Література. УРЕ, т. 4 // УРЕ, т. 4, К., 1979. С. 431. (Сааді, т. 9; Румі, т. 9; Фірдоусі, Т. 15).
18. Давня Русь на арабській карті XII ст. // Жовтень. 1980. № 9. С. 110 — 114.
19. Фірдоусі. Уривки з «Шах-наме» // Сузір'я. 1981. № 18. С. 203—216.
20. Персомовний географічний трактат X ст. про східних слов'ян. «Із історії міжслов'янських зв'язків». — К., 1983.
21. Румі. Поезія (Упорядкування, переклад, передмова Миколи Ільницького та Яреми Полотнюка). К., 1983.
22. Сходознавство у Львівському університеті // За радянську науку. 1987. № 20.
23. Еврейский квартал старого Львова / часть 1, 2 // Шофар. 1990. № 4.
24. «Приятелем — у могилі, проводирем у раю…» / стаття про А.Кримського // Ратуша. 1991. № 70.
25. Тисяча і одна ніч. Коментарій. — К., 1991.
26. Мусульманська культура не території сучасної України // Історія релігій в Україні. — К.-Львів, 1993.
27. Кримське ханство в контексті ідеологічного змісту мусульманської культури // Історія релігій в Україні. — К.-Львів, 1994.
28. Серце Корану (Переклад 36-ї сури) // Літературний Львів. 1994. № 12-13.
29. Українсько-татарські стосунки: діалог цивілізацій // Історія релігій в Україні. Праці ХІІ Міжнародної конференції. Львів, 2002.
30. «Книга папуги» Мохаммеда Ходавенда Кадері // Кадері М. Х. Книга папуги. Львів, 2003.
31. Читаючи Біблію // Слово. Бюлетень УБТ. 2003. № 20. С. 16 — 17.
32. М. Ільницький. Румі. З «Маснаві-йе манаві» (переклад) // Матеріали до вивчення зарубіжного Сходу. Тексти, науково-критичні статті. К., 2003. С. 385 — 390.
33. Коран (уривки) // Матеріали до вивчення зарубіжного Сходу. Тексти, науково-критичні статті. К., 2003. С. 443 — 448.